# آکج

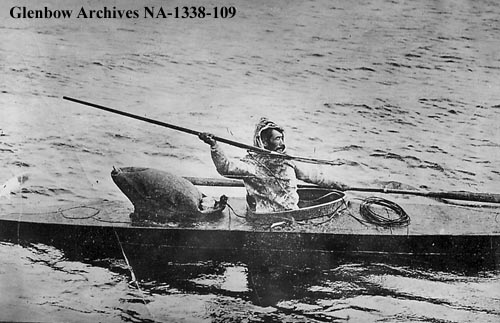
شکارچی اینویت با هارپون در کایاک، خلیج هادسون، حدود ۱۹۰۸–۱۹۱۴

آکِج یک ابزار نیزه‌مانند دراز است که در ماهی‌گیری، وال‌گیری و فوک‌گیری و دیگر شکارهای دریایی به کار می‌رود تا ماهی‌های بزرگ یا پستانداران دریایی بزرگ مثل نهنگ‌ها را بگیرند. این کار با زدن نیزه به جانور هدف و مهار کردن آن با نوک کج نیزه انجام می‌شود و به ماهیگیر اجازه می‌دهد از طناب یا زنجیر متصل به انتهای پرتابه بهره ببرد تا جانور را بگیرد. یک آکج می‌تواند همچنین به عنوان سلاح نیز به کار رود.

## تاریخچه
در دهه ۱۹۹۰، تعدادی سر آکج که به عنوان آکج‌های سملیکی یا آکج کاناندا معروف هستند در منطقه کاتاندا در زئیر (اکنون جمهوری دموکراتیک کونگو) یافت شد. به عنوان اولین آکج‌های شناخته‌شده، این سلاح‌ها ۹۰ هزار سال پیش ساخته و استفاده شده‌اند و به احتمالاً زیاد برای نیزه زدن به گربه ماهی بودند. سپس در ژاپن، ماهی‌گیری با نیزه (آکج) در دوران پارینه‌سنگی رایج شد، به ویژه در دوره‌های سولوترئان و مگدالنیان. غار کاسکر در جنوب فرانسه دارای هنر غاری بیش از ۱۶۰۰۰ سال و شامل نقاشی‌های فوک‌ها است که ظاهراً با آکج شکار شده‌اند.
اشاره‌هایی به آکج در ادبیات کهن هست، گرچه در برخی موارد توصیف چندان شامل جزئیات نمی‌شود. یک نمونه اولیه را می‌توان در کتاب مقدس در کتاب ایوب ۴۱:۷ یافت «آیا می‌توانی پوست آن را با آکج‌ها پُر کنی و سر او را با نیزه‌های ماهی‌گیری؟». تاریخ‌نگار یونانی پولیبیوس در کتاب خود به نام تواریخ شکار شمشیرماهی توسط آکج را سر منحنی و جداپذیر توصیف می‌کند. آکج‌های مسی برای هاراپان‌های دریانورد شناخته شده بود. صیادان اولیه در هند شامل مردم مینکوپی ساکنان بومی جزایر هندی آندامن و نیکوبار، که از آکج با طناب‌های دراز برای ماهیگیری از زمان‌های نخستین بهره می‌بردند.

## وال‌گیری
آکج دو مجرایی سلاح اولیه برای وال‌گیری در جهان بوده است اما معمولاً تنها در لایه نرم بیرونی نفوذ می‌کرد. از این رو نهنگ معمولاً می‌توانست با تقلا یا دور شدن از سرنیزه فرار کند. این عیب در اوایل قرن نوزدهم با خلق آکج یک مجرایی اصلاح شد، با حذف یکی از مجراها، سر آکج باریک شد و راحت‌تر به ژرفا رخنه می‌کرد. در آرکتیک، مردم بومی از طراحی آکج تعویضی پیشرفته‌تر استفاده کردند. در میانۀ سدۀ نوزدهم، آکج تعویضی توسط لوییس تمپل اصلاح شد توسط آهن. تعویض تمپل رواج بسیار یافت و خیلی زود حرف اول را در وال‌گیری زد.
هرمن ملویل در رومان معروفش موبی دک، دلیل مؤثر بودن این آکج را توضیح داد.
در بیشتر جانوران خشکی دریچه‌هایی در بسیاری از سیاهرگ‌های آن‌ها است که با آن وقتی که زخمی می‌شوند، خون در برخی جهت‌ها فوراً تا اندازه‌ای بسته می‌شود. اما دربارۀ نهنگ چنین نیست. یکی از ویژگی‌هایش این است که ساختاری غیرسوپاپی در عروق خونی دارد، به طوری که وقتی حتی توسط یک نقطه کوچک مثل آکج سوراخ شود، جریان خروجی مرگبار فوراً کل نظام سرخرگی او را تحت تأثیر قرار می‌دهد و وقتی این موضوع با فشار زیاد آب در ژرفای زیاد تشدید می‌شود، زندگی او ممکن است در جریان‌های بی‌وقفه‌ای به بیرون بریزد. اما چنان مقدار خون در او زیاد است و چنان فواره‌های داخلی او دور و متعدد است که او همچنان برای مدت زیادی خون‌ریزی می‌کند، حتی مانند رودخانه‌ای که در خشکسالی جاری است که منبع آن چشمه‌هایی از تپه‌های دوردست و ناشناخته است. (هرمن ملویل، موبی دیک، ۱۸۵۱.).
او همچنین وسیله دیگری را توصیف می‌کند که در زمانش افزونه‌ای ضروری برای آکج بوده‌است:
همه قایق‌های وال دستگاه‌های جالبی حمل می‌کنند که در اصل توسط هندیانی نانتوکت اختراع شده که دراگ خوانده می‌شود (یعنی مهار چتری یا دروگ). دو مربع ضخیم چوبی با اندازه یکسان با هم همبر شده به طوری که، آن‌ها در زاویه درست بافت دانه‌ای همدیگر عبور می‌کنند. یک طناب با طول زیاد به وسط این بلوک وصل شده و انتهای دیگر طناب حلقه می‌شود، می‌توان آن را به آکج وصل کرد. آن عمدتاً در میان نهنگ‌های ترسیده‌است که از دراگ استفاده می‌شود. بیشتر نهنگ‌ها حول شما نزدیک هستند و می‌توانید یکجا شکار کنید. اما نهنگ عنبر هر روز دیده نمی‌شود. اگر دیدید، باید هرچه می‌توانید از آن کشتار کنید؛ و اگر نمی‌توانید همه را یکجا کشتار کنید، باید آن‌ها را زخمی کنید، به طوری که بعداً بتوانید به راحتی آن‌ها را شکار کنید. از این رو، در این مواقع است که این دراگ‌ها به کار می‌آیند (دروگ یا مهار چتری برای کند کردن و خسته کردن وال به کار می‌رود).
ملویل (موبی دک).

## آکج‌های انفجاری
نیزه‌هایی که در وال‌گیری در ۱۸۸۷ به کار می‌روند، شامل طرح نوینی از مردان وال‌گیر پراوینستاون هستند.
اولین استفاده از مواد منفجره در شکار وال‌ها توسط شرکت دریای جنوبی بریتانیایی در ۱۷۳۷ انجام شد، پس از این که صید افت کرد. یک ناوگان بزرگ اعزام شد که مسلح به آکج‌های شلیک‌شده توسط توپخانه بودند. گرچه اسلحه در کشتن وال‌ها موفق بود، بیشتر صید پیش از گرفتن آن‌ها غرق شدند. با این حال، این سیستم هنوز گاهی استفاده می‌شود و اصلاحات متوالی در دست مخترعان مختلف در طول سدۀ بعدی را به خود دید، شامل ایبرهیم استگهولت در دهه ۱۷۷۰ و جورج مانبی در اوایل سدۀ نوزدهم.
ویلیام کنگرو، که برخی از موشک‌های اول برای استفاده در ارتش بریتانیا ساخت یک آکج وال‌گیری با پیش‌رانه موشکی در دهه ۱۸۲۰ ساخت. پوسته طراحی شده بود تا با تماس منفجر شود و وال را با آکج نیزه بزند. اسلحه به نوبه خود توسط یک طناب به قایق متصل بود و امید بود که انفجار گاز کافی در نهنگ ایجاد کند تا او را برای جمع‌آوری شناور نگه دارد. گروه‌های کنکاش ارسال می‌شدند تا این فناوری نو را امتحان کنند. بسیاری از وال‌ها کشته شدند اما بیشترشان غرق شدند. این دستگاه‌های اولیه، که به آن‌ها نیزه بمبی گفته می‌شد، بسیار برای شکار وال‌های کوهاندار و هونهنگان استفاده شد. یک کاربر برجسته این آکج‌های انفجاری اولیه توماس ولکام رویز در ۱۸۶۵ بود که یک ایستگاه ساحلی در سیدیسفیوردور در ایسلند بنا کرد. افت بهای نفت بعد از جنگ داخلی آمریکا تلاش‌های آن‌ها را به ورشکستگی در ۱۸۶۷ کشاند.
یک نمونه اولیه از آکج انفجاری توسط جیکب نیکولای والسوی که یک نقاش و مخترع نروژی بود، طراحی شد. کاربرد ۱۸۵۱ او توسط وزارت داخلی به دلیل که او وجوه عمومی برای آزمایشاتش گرفته بود رد شد. در سال ۱۸۶۷ یک تولیدکننده آتشبازی دانمارکی با نام گائتانو امیسی یک آکج توپ‌شلیک را امتیاز کرد و در همان سال، جورج ولچ انگلیسی یک آکج نارنجکی را امتیاز کرد که بسیار شبیه ورژنی است که وال‌گیری را در دهه بعدی متحول کرد.
در سال ۱۸۷۰، صاحب‌نام کشتیرانی نروژی سوند فوین آکج و تفنگ وال‌گیری انفجاری مدرن را امتیاز و پیشتازی کرد. فوین روش آمریکایی را در ایسلند مطالعه کرد. طراحی ابتدایی او هنوز مورد کاربرد امروز است. او ناکامی‌های روش‌های دیگر را درک کرد و این مشکلات را در سیستم خود حل کرد. او یک نارنجک تعبیه کرد که درون وال می‌ترکید. این طراحی آکج نیز از یک میله استفاده می‌کند که به سر با یک مفصل قابل جابجایی متصل است. توپ‌های اصلی او سرپر بوده با پدینگ خاصی و همچنین از شکل خاصی از باروت استفاده می‌شده‌است. توپها بعداً با انواع ته‌پر ایمنتر جایگزین شد.
با والگیرهای بخار، این توسعه طلیعه دار وال‌گیری تجاری در عصر مدرن بود. وال‌گیران اروپایی و آمریکایی اکنون مجهز بودند تا گونه‌های سریع‌تر و قدرتمندتر را شکار کنند مانند بزرگ‌باله‌ایان. زیرا بزرگ‌باله‌ایان وقتی می‌مردند غرق می‌شدند، نمونه‌های بعدی آکج‌های انفجاری هو را در جسد جانور تزریق می‌کرد تا آن را شناور نگه دارد.

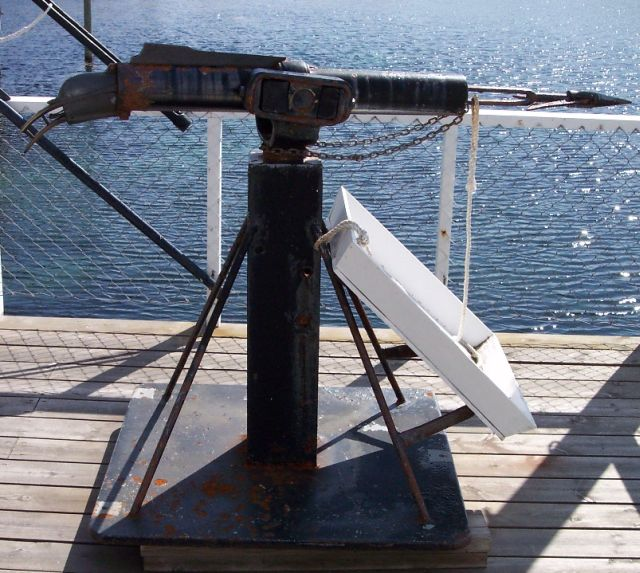
آکج وال‌گیری مدرن

## آکج‌های وال‌گیری امروزی
آکج‌های والگیری امروزی متشکل از یک راه‌انداز سوار بر عرشه (عمدتاً یک توپ) هستند و یک پرتابه که یک آکج بزرگ است با یک بار انفجاری که به یک طناب ضخیم متصل است. سرنیزه به گونه شکل گرفته که اجازه می‌دهد تا به لایه‌های ضخیم چربی وال نفوذ کرده و در گوشت جای بگیرد. آن دنده‌های تیز دارد تا آکج به بیرون نلغزد. از این رو با کشیدن طناب با یک موتور، وال‌گیر می‌تواند وال را به کشتی خود بکشاند. پیشرفت اخیر در فناوری اخیر تفنگ نیزه‌ای دستی است. غواصان از تفنگ نیزه‌ای استفاده می‌کنند برای دفاع علیه جانوران دریایی خطرناک. همچنین آن‌ها برای نیزه‌زنی به ماهیان استفاده می‌شوند. تفنگ‌های نیزه‌ای ممکن است توسط گاز فشاری شده یا با ابزار مکانیکی مثل فنرها یا نوارهای کشسان از توان برخوردار شده باشند.